# Alibertia patinoi
Alibertia patinoi, dříve Borojoa patinoi, je stálezelený strom s jedlým ovocem z tropů Centrální Ameriky, známý pod názvem borojó.

## Výskyt
Pochází z atlantických příbřežních oblastí až do výšky 1200 m n. m., z dešťových lesů Kolumbie, Ekvádoru a Panamy. V oblasti jsou dešťové srážky okolo 4000 mm ročně a roční průměrná teplota okolo 28 °C. Zde roste ve stínu okolní vegetace.
Příbuzné druhy A. sorbilis, A. verticillata známé jako Puruí Bajo Amazonas se nachází v Amazonii a mají obdobné využití.

## Popis
Stálezelený, malý, 3 až 5 m vysoký strom s podlouhlými oválnými listy. Květy jsou trubičkovité, krémově bílé, drobné. Plody jsou kulaté, se zbytky lístků na vrcholu, až 12 cm v průměru velké a 1 kg těžké. Nezralé jsou dlouho zelené, v plné zralosti červeno-hnědé, dužina je červená až hnědočervená. Semena jsou světlá, drobná, rozptýlená v dužině, početná.

## Použití
Plody jsou jedlé, s chutí podobné tamarindu. Využitelná červená až hnědavá dužina tvoří až 88 % plodu. Má vysoký obsah fruktozy, glukozy, železa, fosforu, hořčíku, vápníku, křemíku, vitamínů B a C, uhlohydrátů. Obsah aminokyselin převyšuje jejich obsah v čerstvém mase. Plodům se připisují antioxidační, léčebné a afrodisiakální účinky. Pro svou vysokou nutriční hodnotu jsou považovány za perspektivní potravinu a jsou předmětem výzkumu.
Plody se mohou konzumovat syrové, více se však dužina používá k přípravě džemů, průmyslově vyráběných džusů a energetických nápojů, dezertů, zmrzliny apod. Oblíbený je nápoj lásky zvaný Jugo d'amor.

## Pěstování
V domovině jsou sbírány plody z divoce rostoucích stromů, ale pěstuje se i v sadech.
V ČR jsou nabízena semena této rostliny (pod starším názvem Borojoa) a může se pěstovat jako stálezelená pokojová nebo skleníková rostlina.